# Elatostema filicoides
Elatostema filicoides är en nässelväxtart som beskrevs av Berthold Carl Seemann, H. Schröter. Elatostema filicoides ingår i släktet Elatostema och familjen nässelväxter. Inga underarter finns listade i Catalogue of Life.